# Seegesicht
Seegesicht ist ein Gedicht von Peter Hille. Es wurde im Jahr 1889 in der Zeitschrift Die Gesellschaft zum ersten Mal veröffentlicht.

## Text und Ausgaben
Seegesicht wurde mehrmals veröffentlicht, unter anderem in Marcel Reich-Ranicki, 1000 deutsche Gedichte und ihre Interpretationen, Frankfurt am Main (Insel) ²1995, 5. Band, S. 17. Die Interpretation in dieser Ausgabe schrieb Gertrud Fussenegger.
Die einzelnen gedruckten Versionen des Gedichts entsprechen einander nicht vollkommen. Im Rahmen von Rüdiger Bernhardts Untersuchung Das Geheimnis des »Seegesichts« von Peter Hille wurde es in folgender Gestalt publiziert:
Seegesicht

Die Küste ruht.

Weites Tritonengetut,

Silberne Wunden der Flut,

Tobende Augen der Wut.

Krähende Pausbacks auf steigenden Rossen,

Plätscherndes Spielen, purpurne Flossen,

Neckisch Bedräuen mit Zacken und Spießen,

Kräftig anfassendes Leiberumschließen.

Und sieh, eine Muschel fleischgelb und zart,

Von Amorinen flüsternd bewahrt.

Hingegossen ruhende Linien

Grüßender rauschender Palmen und Pinien.

Angeblühte rosige Brüste.

Lächelnde sonnengestreifte Küste.

Fürder kein Dräuen mit Zacken und Spießen,

Müdhinlallendes Leiberumschließen.

Nickende Pausbacks mit schlürfenden Rossen. –

Grünhinflüsternde, finstere Flossen.

Erloschene Wunden der Flut,

Fernes Tritonengetut,

Stierende Augen der Wut,

Die Küste ruht.
Die bei zeno.org nachzulesende Gestalt des Gedichts in der Ausgabe von 1916 weicht nicht nur in der Zeichensetzung von dieser Version des Gedichtes ab, sondern an zwei Stellen auch im Wortlaut: Der zweite Vers der zweiten Strophe lautet dort „Plätschernder Spielen purpurne Flossen“, der vorletzte Vers der vorletzten Strophe „Nickende Pausbacks auf schlürfenden Rossen. -“ Während letztere Formulierung plausibel klingt, scheint es sich bei der erstgenannten um einen Druck- oder Übertragungsfehler zu handeln. Allenfalls vorstellbar wäre das Genitiv-r am Ende des Wortes „purpurne“. In der Ausgabe Leuchtende Tropfen. Die schönsten Gedichte von Peter Hille, die die Deutsche Verlags-Anstalt im Jahr 1924 herausbrachte, findet sich am Anfang der letzten Strophe die Abweichung „Erloschende Wunden der Flut“.
Deutlich weniger Ähnlichkeit mit den bisher genannten gedruckten Versionen des Gedichts von Peter Hille zeigt das Seegesicht, das 1890 in Detlev von Liliencrons Werk Der Maecen veröffentlicht wurde.

## Form und Inhalt
Optisch weist das Seegesicht eine Art Entasis auf, d. h. ein An- und wieder Abschwellen. Von den fünf Strophen sind die beiden ersten und letzten vier Verse lang, während die Mittelstrophe aus sechs Versen besteht. Zudem sind die erste und die letzte Strophe deutlich kürzer als die mittleren drei Strophen. In einer Ringkomposition beginnt und endet das Gedicht mit dem Satz „Die Küste ruht.“ Doch es ist nicht dieselbe Ruhe, die in diesem zweimal auftretenden Vers beschrieben wird, es ist die Ruhe vor und später die Ruhe „nach dem Sturm“ bzw. vor und nach einer sexuellen Aufwallung, die mit „Tritonengetut“ eingeleitet wird und auch wieder so ausklingt. Die „Wunden der Flut“ und die „Augen der Wut“, die ebenfalls sowohl in der ersten als auch in der letzten Strophe genannt werden, lassen auf eher gewalttätige Aktionen schließen.

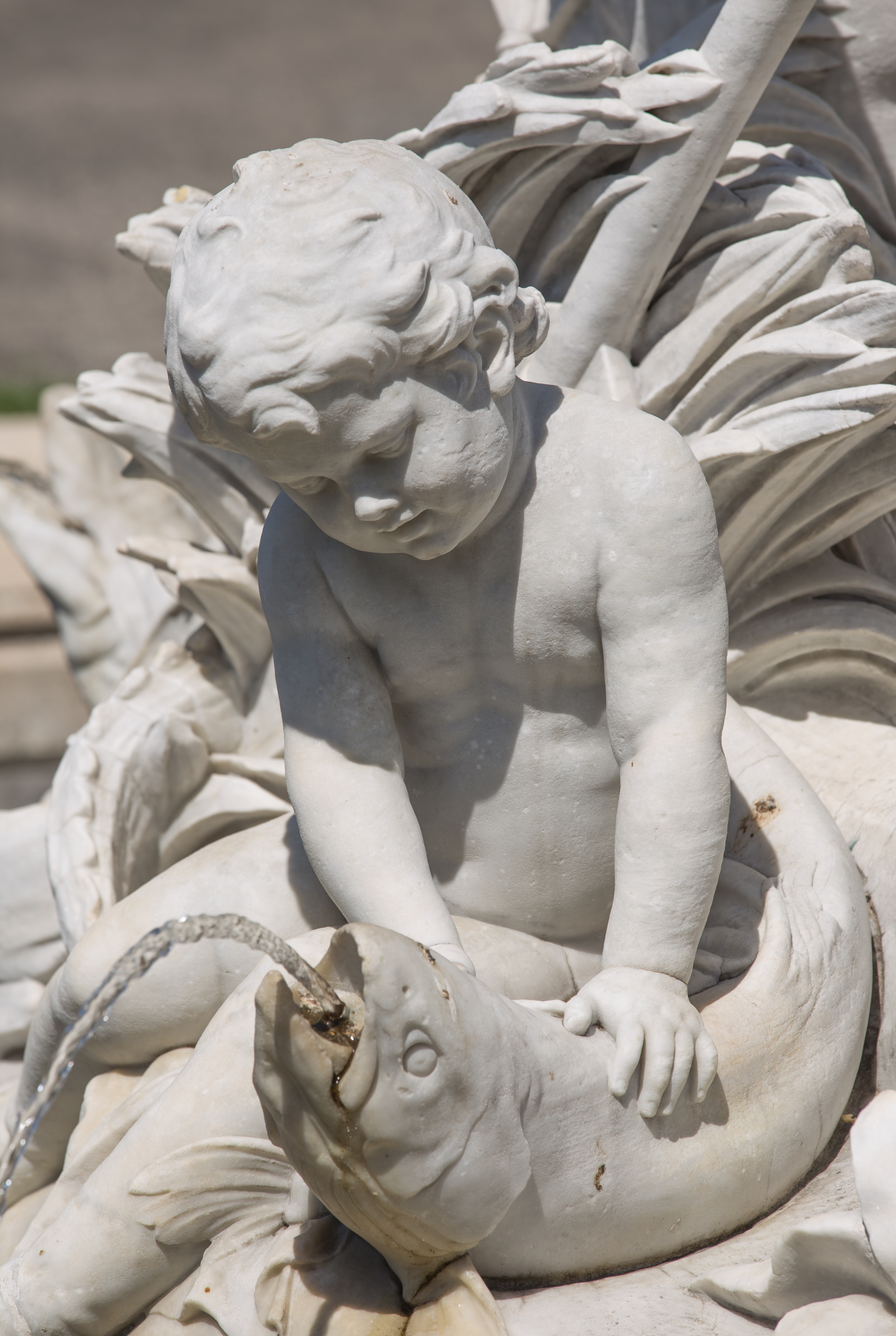
Detail des Wiener Tritonen- und Najadenbrunnens von Edmund Hofmann von Aspernburg aus dem Jahr 1890

Doch in der zweiten Strophe treten Akteure auf, die eher an Brunnenfiguren erinnern, wie sie zur Zeit Peter Hilles beliebt waren. Die spielenden, krähenden, pausbackigen Kerlchen wirken zunächst durchaus kindlich. Allerdings agieren sie auch „neckisch“ und umfassen – wen auch immer – „kräftig“. Es scheint sich hier also um eine eher rustikale Annäherung aneinander zu handeln, wobei allerdings noch nicht deutlich wird, auf wen es die Pausbacks eigentlich abgesehen haben bzw. ob sie nur untereinander diese neckischen Spiele treiben. Von dieser zweiten bis zur zweitletzten Strophe ist das Gedicht übrigens in Paarreimen ausgeführt, während sich in der ersten und der letzten Strophe sämtliche Verse aufeinander reimen.

Die Geburt der Venus von Sandro Botticelli

In der zentralen langen Strophe taucht das Motiv der Muschel auf, das hier eindeutig eine erotische Konnotation hat. Durch ein Enjambement werden die hingegossen ruhenden Linien des dritten Verses dieser Strophe, die man unwillkürlich auf einen weiblichen Körper bezieht, mit landschaftlichen Elementen – Palmen und Pinien – des vierten Verses verknüpft. Diese aber sind wiederum durch das Partizip „grüßend“ personifiziert, ebenso wie die lächelnde Küste des letzten Verses dieser Strophe, die das Reimwort für die weiblichen Brüste hergibt. Den kindlichen Tritonen aus dem Anfang des Gedichts entsprechen hier die Amorinen, die die fleischgelbe, zarte Muschel bewahren. Insgesamt ist das Motiv des Femininen in dieser Strophe deutlich hervorgehoben. Unwillkürlich fühlt man sich an das Thema der Geburt der Venus erinnert, die ja aus dem mit Spermium vermischten Meeresschaum hervorging.
„Fürder“, also von dem Moment an, in dem die von Amorinen gehütete Muschel aufgetaucht ist, findet kein Spiel mehr mit den Zacken und Spießen statt. In der vorletzten Strophe ziehen die Pausbacks ermüdet auf ihren nun schlürfenden, vorher aber steigenden Rossen ab. War das Flossenspiel vor dieser Begegnung mit den Attributen „plätschernd“ und „purpurn“ verbunden, so hat sich nun sowohl die Farbe als auch die Stimmung geändert. Die Flossen sind nun flüsternd und finster, und statt des warmen Purpurs taucht das kalte Grün auf.
Ebenso ist in der letzten Strophe die einstige Silberfarbe der Wunden der Flut erloschen, aus der Weite ist die Ferne geworden und die Augen der Wut toben nicht mehr, sondern sie stieren nur noch, auch dies übrigens, wie viele der Handlungen des Gedichts, in Partizipialform.

## Interpretationen
Der Titel des Gedichtes ist mehrdeutig. Liest man die einleitenden Verse, so kann man durchaus die Vorstellung gewinnen, dass hier das von der Küste aus gesehene Meer sein Gesicht zeigt und die silbernen Wunden der Flut als sonnenbeschienene Schaumköpfe oder Wellen der See anzusehen sind.
In alten Lexika hingegen findet sich das Wort „Seegesicht“ im Sinne einer Umschreibung der Fata Morgana. Ganz so naturalistisch ist der Titel des Gedichts mit Sicherheit nicht gemeint, allerdings tritt im Fortgang der Handlung, also nach der ersten Strophe, die zweite Bedeutung des Wortes „Gesicht“ in den Vordergrund. Hier scheint es sich zwar nicht um eine Sinnestäuschung in der Art der Fata Morgana, aber doch um eine Art Erscheinung, eine Vision oder Vorstellung des lyrischen Subjekts zu handeln, das seinerseits in dem gesamten Text nicht zu Wort kommt. Rüdiger Bernhardt hat denn auch darauf hingewiesen, dass verwandte Texte entsprechende Titel trugen. Bernhardt schreibt über das Gedicht, es sei „die Beschreibung eines Liebesaktes in der Welt antiker Figuren […] Der orgiastische Akt“ vollziehe sich „zwischen Amorinen und Tritonen.“ Er sei „logisch nicht nachvollziehbar“ und könne deshalb letztlich nur „in der Vorstellung“ stattfinden. An anderer Stelle weist Bernhard darauf hin, dass Hille sich in der Figurenwelt homoerotischer Beziehungen sehr gut auskenne, in einem Essay den Hermaphrodit beschworen habe und eine Vorstellung von einer allgeschlechtlichen Erregung des Weltalls entwickelt habe.
Auch in Gerhard Peter Knapps Sammelwerk Autoren damals und heute wird betont, dass es sich bei der hier geschilderten Aufwallung nur um eine Vorstellung, nicht um ein wirkliches Geschehnis handele. Denn die fischleibigen Wesen und die weiblich-kindlichen Eroten, die hier aufeinanderträfen, könnten sich ja gar nicht miteinander vereinigen. Überhaupt habe Hille womöglich Sinnenlust gar nicht selbst erlebt, sondern nur als geistiges Spiel vollzogen. Er habe vielleicht asketisch gelebt und platonisch gedacht, zudem beeinflusst durch seine katholische Erziehung und den Einfluss seines Bruders Philipp. Hille sei zu wirklicher Partnerschaft nicht fähig gewesen und deshalb halte sich auch sein lyrisches Subjekt von den Vereinigungsvorgängen fern und beschreibe sie nur.

## Kontext
Bernhardt erläuterte in seinem Aufsatz über das Seegesicht, in welchem Kontext das Gedicht entstanden ist und gesehen werden sollte. Er nennt mehrere Quellen, aus denen Hille wahrscheinlich geschöpft habe. Die älteste ist ein Gedicht von Annette von Droste-Hülshoff mit dem Titel Die Muschel, das 1844 in der Gesamtausgabe der Werke der Dichterin veröffentlicht wurde. Das lyrische Subjekt tritt in diesem Gedicht ganz am Schluss selbst auf und kommentiert: „So hab ich Donner, Blitz und Regenschauer | Verträumt […]“ Auch hier also ist das lyrische Subjekt nicht selbst in die zuvor geschilderte Handlung einbezogen, sondern es nimmt nur träumenderweise Anteil daran. Geschildert aber wird die Vereinigung des Tritonen mit der Najade, und zwar unter Einbeziehung mehrerer Elemente, die auch in Hilles Gedicht erscheinen. Dazu gehören die Farbe Silber, das Tuten des Tritonshorns, das Muschelmotiv und auch das harmlose Plätschern vor dem Vollzug der Vereinigung. Insgesamt weist die Komposition Ähnlichkeiten auf, auch hier wird zunächst die Ruhe beschworen, woraufhin sich eine Steigerung bis hin zur Liebesszene ergibt und danach wieder ein Verschwinden und Verhallen der geschilderten Figuren und Erlebnisse bis hin zum Aufwachen aus dem Traum folgt.
Zeitlich näher als Droste-Hülshoffs Gedicht liegen die Werke einiger weiterer Autoren, die Hille nachweislich gut kannte. Es sind Detlev von Liliencron, Algernon Swinburne und Dranmor. Unter diesem Pseudonym schrieb Ferdinand von Schmid seine Werke, die 1873 als Gesammelte Dichtungen herauskamen und bald mehrfach wieder aufgelegt wurden. In seinem Dämonenwalzer schilderte Dranmor bein bacchantisches Fest, das aber wie die Geschehnisse in Hilles Seegesicht vom lyrischen Subjekt nur beobachtet und, als Fieberwahn, beschrieben wird. Auch dieses Gedicht weist einen „Aufstieg des Vorgangs bis zum orgiastischen Höhepunkt, um danach wieder zu fallen und in die vorige Situation einzutreten“ auf.
Mit Swinburne war Hille seit seinem Aufenthalt in London persönlich bekannt. Seine Werke hatte er 1880 gekauft und anschließend, ausgestattet mit einem Empfehlungsschreiben Victor Hugos, die Bekanntschaft des Dichters gesucht. „Swinburnes Geist“, so schreibt Bernhardt, „hatte keinen Platz für eine steril gewordene Kirche, aber er hatte weiten Raum für die Götter, die heidnischen, und Gott, hergeleitet aus der Antike. So konnte er einem schier unbegreiflichen Gegenstand gerecht werden, der Grenzscheide zwischen Leben und Tod, zwischen Erfüllung und Vergänglichkeit, zwischen dauernder Bewegung und täglichem Stillstand, letztlich gepreßt in die Metapher von Meer und Land.“ Und: „Hilles Begeisterung für den Dichter ist sich der Besonderheit bewußt, in dem Dichter einen Dichter des Tabus zu erkennen, des Tabus der gleichgeschlechtlichen Liebe. Hille, so wäre festzustellen, wußte auch | um sie. Begriff er einerseits die alles zerbrechende Sinnlichkeit zwischen Mann und Frau, gelesen bei Dranmor, so wußte er auch um die Möglichkeit der gleichgeschlechtlichen Liebe. Die Begegnung mit Swinburne wurde für ihn zur Bestät[i]gung für eigene Vorstellungen, wohl nicht primär für die eigenen Gefühle, obwohl sich mit einer solchen Annahme manches schwer Begreifbare in Hilles Leben mühelos erklären ließe.“ Insbesondere das Gedicht Ein verlassener Garten von Swinburne weise Ähnlichkeiten mit Hilles Seegesicht auf.
Ab 1885 stand Hille in regem Austausch mit Detlev von Liliencron. Es ist nicht nachweisbar, aber sehr wahrscheinlich, dass er in den 1880er Jahren von Liliencron den Borbyer Sonderdruck erhielt, in dem auch Liliencrons Gedicht Vision zu finden war. Es war 1880 entstanden und wies große Ähnlichkeit mit dem Seegesicht auf. Als Hille Seegesicht veröffentlichte, änderte Liliencron den Titel seines Gedichts in Gesicht und veröffentlichte es in der Zeitschrift Pan. Später allerdings erhielt Liliencrons Werk den Titel Schnell herannahender, anschwellender und ebenso schnell ersterbender Stromstoß und wurde stark verändert, auch mit einem ironisierenden Untertitel versehen.
Bei Liliencron befindet sich das lyrische Subjekt am „Waldesufer“, hört plötzlich „Hörnertönen“ und beobachtet dann, wie seine Geliebte sich im Zuge einer Hetzjagd mit einem Keiler vereinigt, woraufhin das lyrische Subjekt diese Geliebte als „verfluchte Metze“ bezeichnet. Für Bernhardt ist Liliencrons Akt „ebensowenig nachvollziehbar“ wie die Vorgänge in Hilles Seegesicht. Beide Dichter jedenfalls, so Bernhardt, hätten die Veranlagung gehabt, „die Welt als einen überwältigenden Bewegungsvorgang zu begreifen, in dem eine umfassende Liebe als treibende Kraft wirkt, eine umfassende Liebe in all ihren unterschiedlichen Möglichkeiten.“